# Freden i Breslau
Freden i Breslau eller Forfreden i Breslau blev indgået den 11. juni 1742 i Breslau mellem Preussen og Østrig og var en foreløbig fred, som afsluttede Den første schlesiske krig. Freden i Breslau blev bekræftet ved freden i Berlin.
Efter at have tabt slaget ved Chotusitz besluttede den østrigske kejserinde Maria Theresia ikke at splitte sine kræfter og snarest slutte fred med den preussiske kong Frederik den Store. Forhandlingerne kom i stand ved engelsk formidling og blev ført af minister Heinrich von Podewils for Preussen og lord Hyndford for Østrig.
Det blev aftalt, at Habsburgerne skulle afstå Nedre Schlesien og Øvre Schlesien til Oppa og det bøhmiske grevskab Glatz til Preussen. Fyrstedømmet Teschen på begge sider af Oppa og størstedelen af fyrstedømmerne Troppau og Jägerndorf forblev østrigsk. Preussen forpligtede sig til at forlade forbundet mod Østrig og overtog den østrigske gæld i Schlesien til England på 1,7 millioner gylden.
Den 28. juli 1742 blev den endelige fredstraktat undertegnet i Berlin.